# Hibiscus mutabilis
Hibiscus mutabilis, con los nombres comunes de amor al uso y malva rosa de Cuba, es una planta notable por su flores, perteneciente a la familia de las malváceas.

## Descripción
Es una planta arbustiva o arbórea en el sur de Estados Unidos. Las flores pueden ser dobles o individuales y son de color blanco o rosa, cambiando a rojo intenso por la noche. La variedad "Rubra" tiene flores de color rojo. Su inflorescencia generalmente en forma de copa. La temporada de floración dura desde el verano hasta el otoño. La especie en un tiempo fue muy común en el ámbito de los estados del Sur Profundo. Crece bien a pleno sol o sombra parcial, y prefiere suelos ricos y bien drenados.

## Propiedades
Las hojas y sus flores de H. mutabilis son emolientes y refrigerantes, y se utilizan para tratar inflamaciones e infecciones de la piel (Dasuki , 2001). El mucílago de las flores y hojas es usada por las parteras para facilitar el parto.
Las flores son de color blanco por la mañana, volviéndose de color rosa y rojo durante el mediodía y tarde del mismo día. En condiciones de laboratorio, el cambio de color de los pétalos es más lento que la de las flores en condiciones al aire libre (Wong et al., 2009). La temperatura puede ser un factor importante que influye en la tasa de cambio de color como si las flores blancas que se guardan en el refrigerador, que permanece blancas hasta que se sacan a calentar fuera de él, con lo cual, poco a poco, cambian al color rosa (Ng , 2006).

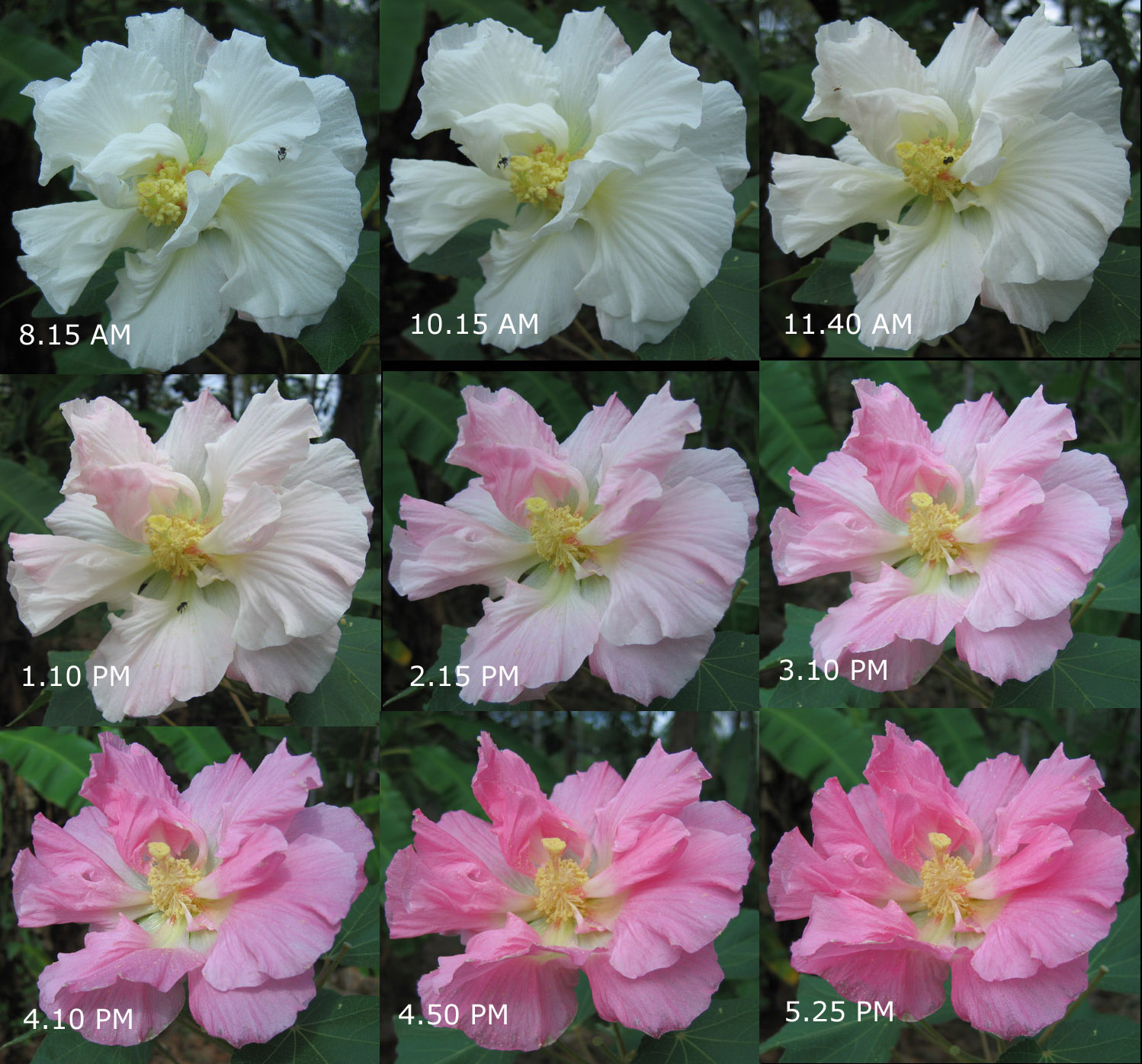
Cambio del color de las flores durante el día

## Taxonomía
Hibiscus mutabilis fue descrita por Carlos Linneo y publicado en Species Plantarum 2: 694. 1753.
Etimología
- Hibiscus: nombre genérico que deriva de la palabra griega: βίσκος ( hibískos ), que era el nombre que dio Dioscórides (40-90 d. C.)  a Althaea officinalis.[4]
- mutabilis: epíteto latíno que significa "cambiable".[5]

Sinonimia
- Abelmoschus mutabilis (L.) Wall. ex Hassk., Cat. Hort. Bot. Bogor. (Hasskarl) 198. 1844.
- Ketmia mutabilis Moench, Methodus (Moench) 617. 1794.
- Abelmoschus venustus Walp., Repert. Bot. Syst. (Walpers) 1. 309. 1842.
- Hibiscus aestuans Wall., Numer. List [Wallich] n. 1908 E., nom. inval.
- Hibiscus aestuans Rottler ex Masters, Fl. Brit. India [J. D. Hooker] i. 845. 1849.
- Hibiscus immutabilis Dehnh., Memor. Sopr. Alc. Plant. 4; ex Walp. Rep. i. 307. 1836.
- Hibiscus malvarosa Noronha, Verh. Batav. Genootsch. Kunst. 5(Art. 4): 17. 1790.
- Hibiscus mutabilis f. versicolor Makino, Jissai-Engei 26: 676. 1940, nom. inval.
- Hibiscus sinensis Mill., Gard. Dict., ed. 8. n. 2. 1768.[6]